# Hopes and Fears Tour
El Hopes and Fears Tour fue la primera gira mundial de la banda de rock británica Keane, iniciada poco después del lanzamiento de su primer álbum Hopes and Fears.

## Historia
Tras una serie de exitosas actuaciones desde 1998 y un día después del lanzamiento de Hopes and Fears, la banda inició una gira de promoción del álbum, que se inició en el Forum de Londres el 11 de mayo de 2004. La gira comenzó a ser cada vez más grande, con cientos de personas que empezaron a asistir a sus conciertos. Posteriormente viajaron a América del Norte, visitando por primera vez Canadá y México, donde ya habían ganado mucha popularidad. El recorrido continuó durante 2004 presentándose en varios lugares de Estados Unidos y Europa. La idea de filmar un documental apareció en 2005, grabándose en el verano de se año, cuando se encontraban de gira en Estados Unidos y que sería publicado con el nombre de Strangers. Se siguieron presentando en ese país durante agosto y septiembre, para cerrar finalmente la gira en las aperturas del los conciertos de U2 en el Vertigo Tour.

## Keane
- Tom Chaplin (Voz)
- Tim Rice-Oxley (Piano, sintetizadores, voz de fondo)
- Richard Hughes (Batería)

## Fechas de la gira

### Europa
| Fecha                | Ciudad              | País         | Recinto                            |
| -------------------- | ------------------- | ------------ | ---------------------------------- |
| Europa               |                     |              |                                    |
| 7 de marzo de 2004   | Manchester          | Reino Unido  | Apollo de Mánchester               |
| 8 de marzo de 2004   | Manchester          | Reino Unido  | Apollo de Mánchester               |
| 11 de marzo de 2004  | Glasgow             | Reino Unido  | Scottish Exhibition                |
| 12 de marzo de 2004  | Glasgow             | Reino Unido  | SECC                               |
| 14 de marzo de 2004  | Newcastle           | Reino Unido  | Newcastle City Hall                |
| 15 de marzo de 2004  | Aberdeen            | Reino Unido  | AECC                               |
| 17 de marzo de 2004  | Birmingham          | Reino Unido  | National Indoor Arena              |
| 20 de marzo de 2004  | Reading             | Reino Unido  | Rivermead                          |
| 21 de marzo de 2004  | Bournemouth         | Reino Unido  | Bournemouth International Centre   |
| 22 de marzo de 2004  | Cardiff             | Reino Unido  | Cardiff Uni Solus Night Club       |
| 27 de marzo de 2004  | Doncaster           | Reino Unido  | Doncaster Dome                     |
| 28 de marzo de 2004  | Londres             | Reino Unido  | Hammersmith Apollo                 |
| 29 de marzo de 2004  | Londres             | Reino Unido  | Hammersmith Apollo                 |
| 7 de abril de 2004   | Ámsterdam           | Países Bajos | Melkweg                            |
| 13 de abril de 2004  | Copenhague          | Dinamarca    | Club Vega                          |
| 16 de abril de 2004  | Múnich              | Alemania     | Atomic Café                        |
| 17 de abril de 2004  | Milán               | Italia       | Rainbow Club                       |
| 18 de abril de 2004  | Zúrich              | Suiza        | Abart                              |
| 20 de abril de 2004  | Barcelona           | España       | Razzmatazz                         |
| 23 de abril de 2004  | Liverpool           | Reino Unido  | Carling Academy Liverpool          |
| 24 de abril de 2004  | Leeds               | Reino Unido  | Universidad Metropolitana de Leeds |
| 28 de abril de 2004  | Newcastle           | Reino Unido  | Universidad de Newcastle           |
| 29 de abril de 2004  | Manchester          | Reino Unido  | Universidad de Mánchester          |
| 6 de mayo de 2004    | Norwich             | Reino Unido  | Norwich Waterfront                 |
| 10 de mayo de 2004   | Londres             | Reino Unido  | London Forum                       |
| 19 de mayo de 2004   | Berlín              | Alemania     | Columbia Club                      |
| 4 de julio de 2004   | Herzogenrath        | Alemania     | Stadium                            |
| 8 de julio de 2004   | Ámsterdam           | Países Bajos | Melkweg                            |
| 9 de julio de 2004   | Manchester          | Reino Unido  | Lancashire Cricket Ground          |
| 10 de julio de 2004  | Kinross             | Reino Unido  | T in the Park                      |
| 11 de julio de 2004  | Naas                | Irlanda      | Punchestown Racecourse             |
| 6 de agosto de 2004  | Haldern             | Alemania     | Alter Reitplatz                    |
| 10 de agosto de 2004 | Basilea             | Suiza        | Wagenmeister                       |
| 11 de agosto de 2004 | Winterthur          | Suiza        | Salzhaus                           |
| 13 de agosto de 2004 | Hohenfelden         | Alemania     | Stausse                            |
| 14 de agosto de 2004 | Salzburgo           | Austria      | Salzburgring                       |
| 18 de agosto de 2004 | Battle              | Reino Unido  | Battle Memorial Hall               |
| 20 de agosto de 2004 | Biddinghuizen       | Países Bajos | Lowlands Festival                  |
| 21 de agosto de 2004 | Chelmsford          | Reino Unido  | Hylands Park - V Festival          |
| 22 de agosto de 2004 | South Staffordshire | Reino Unido  | Weston Park - V Festival           |
| 28 de agosto de 2004 | Belfast             | Reino Unido  | Ulster Hall                        |
| 29 de agosto de 2004 | Dublín              | Irlanda      | Olympia Theatre                    |

### América del Norte
| Fecha                    | Ciudad           | País           | Recinto            |
| ------------------------ | ---------------- | -------------- | ------------------ |
| América del Norte        |                  |                |                    |
| 7 de septiembre de 2004  | Toronto          | Canadá         | The Guvernment     |
| 14 de septiembre de 2004 | Englewood        | Estados Unidos | Gothic Theatre     |
| 15 de septiembre de 2004 | Lawrence         | Estados Unidos | Granada Theatre    |
| 19 de septiembre de 2004 | Chicago          | Estados Unidos | Millennium Park    |
| 21 de septiembre de 2004 | Seattle          | Estados Unidos | The Showbox        |
| 22 de septiembre de 2004 | Columbus         | Estados Unidos | Newport Music Hall |
| 23 de septiembre de 2004 | Knoxville        | Estados Unidos | Market Square      |
| 24 de septiembre de 2004 | Ciudad de México | México         | Salón 21           |
| 25 de septiembre de 2004 | Ciudad de México | México         | Salón 21           |
| 27 de septiembre de 2004 | Ciudad de México | México         | Auditorio Nacional |
| 28 de septiembre de 2004 | Washington       | Estados Unidos | 9:30 Club          |
| 29 de septiembre de 2004 | Nueva York       | Estados Unidos | Irving Plaza       |
| 1 de octubre de 2004     | Montreal         | Canadá         | Le Spectrum        |
| 2 de octubre de 2004     | Boston           | Estados Unidos | Avalon             |

### Europa 2
| Fecha                   | Ciudad      | País        | Recinto                   |
| ----------------------- | ----------- | ----------- | ------------------------- |
| Europa 2                |             |             |                           |
| 12 de octubre de 2004   | Madrid      | España      | Sala Arena                |
| 17 de octubre de 2004   | Colonia     | Alemania    | Live Music Hall           |
| 18 de octubre de 2004   | Hamburgo    | Alemania    | Docks                     |
| 19 de octubre de 2004   | Berlín      | Alemania    | Huxleys Neue Welt         |
| 21 de octubre de 2004   | Múnich      | Alemania    | Georg Elser Halle         |
| 22 de octubre de 2004   | Offenbach   | Alemania    | Offenbach Capitol         |
| 23 de octubre de 2004   | Reikiavik   | Islandia    | Iceland Airwaves Festival |
| 28 de octubre de 2004   | Norwich     | Reino Unido | Norwich U.E.A             |
| 30 de octubre de 2004   | Manchester  | Reino Unido | Manchester Apollo         |
| 31 de octubre de 2004   | Manchester  | Reino Unido | Manchester Apollo         |
| 3 de noviembre de 2004  | Glasgow     | Reino Unido | Glasgow Barrowlands       |
| 4 de noviembre de 2004  | Glasgow     | Reino Unido | Glasgow Barrowlands       |
| 13 de noviembre de 2004 | Southampton | Reino Unido | Southampton Guildhall     |
| 14 de noviembre de 2004 | Cambridge   | Reino Unido | Corn Exchange             |
| 16 de noviembre de 2004 | Londres     | Reino Unido | Brixton                   |
| 17 de noviembre de 2004 | Londres     | Reino Unido | Brixton                   |
| 18 de noviembre de 2004 | Londres     | Reino Unido | Brixton                   |
| 19 de noviembre de 2004 | Lyon        | Francia     | Halle Tony Garnier        |
| 26 de noviembre de 2004 | París       | Francia     | Élysée Montmartre         |
| 27 de noviembre de 2004 | París       | Francia     | Élysée Montmartre         |
| 28 de noviembre de 2004 | Bruselas    | Bélgica     | Halles de Schaerbeek      |

### América del Norte 2
| Fecha                   | Ciudad        | País           | Recinto                |
| ----------------------- | ------------- | -------------- | ---------------------- |
| América del Norte 2     |               |                |                        |
| 2 de diciembre de 2004  | San Francisco | Estados Unidos | The Fillmore           |
| 4 de diciembre de 2004  | Fairfax       | Estados Unidos | Patriot Center         |
| 5 de diciembre de 2004  | Atlanta       | Estados Unidos | Gwinnett Center        |
| 6 de diciembre de 2004  | Portland      | Estados Unidos | Crystal Ballroom       |
| 8 de diciembre de 2004  | Vancouver     | Canadá         | Commodore Ballroom     |
| 9 de diciembre de 2004  | Seattle       | Estados Unidos | Key Arena              |
| 11 de diciembre de 2004 | Los Ángeles   | Estados Unidos | Universal Amphitheatre |

### Asia
| Fecha                   | Ciudad | País  | Recinto      |
| ----------------------- | ------ | ----- | ------------ |
| Asia                    |        |       |              |
| 15 de diciembre de 2004 | Osaka  | Japón | Nanba Hatch  |
| 16 de diciembre de 2004 | Tokio  | Japón | Zepp Tokyo   |
| 17 de diciembre de 2004 | Nagoya | Japón | Diamond Hall |

### Tour Europeo de 2005
| Fecha                | Ciudad    | País         | Recinto              |
| -------------------- | --------- | ------------ | -------------------- |
| Tour Europeo de 2005 |           |              |                      |
| 10 de marzo de 2005  | Lisboa    | Portugal     | Coliseu dos Recreios |
| 12 de marzo de 2005  | Madrid    | España       | Divino Aqualung      |
| 13 de marzo de 2005  | Barcelona | España       | Razzmatzz            |
| 17 de marzo de 2005  | Milán     | Italia       | Alcatraz             |
| 19 de marzo de 2005  | Viena     | Austria      | Gasometer            |
| 20 de marzo de 2005  | Zúrich    | Suiza        | Kaufleuten           |
| 22 de marzo de 2005  | París     | Francia      | L'Olympia            |
| 23 de marzo de 2005  | Ámsterdam | Países Bajos | Heineken Music Hall  |
| 26 de marzo de 2005  | Colonia   | Alemania     | Palladium            |
| 27 de marzo de 2005  | Hamburgo  | Alemania     | Docks                |

### Tour Norteamericando de 2005
| Fecha                       | Ciudad        | País           | Recinto                      |
| --------------------------- | ------------- | -------------- | ---------------------------- |
| Tour Norteamericano de 2005 |               |                |                              |
| 3 de mayo de 2005           | Los Ángeles   | Estados Unidos | House of Blues               |
| 6 de mayo de 2005           | San Francisco | Estados Unidos | Barkeley Community Theater   |
| 7 de mayo de 2005           | San Francisco | Estados Unidos | Barkeley Community Theater   |
| 17 de mayo de 2005          | Minneapolis   | Estados Unidos | Northrop Memorial Auditorium |
| 24 de mayo de 2005          | Cincinnati    | Estados Unidos | Taft Theatre                 |
| 30 de mayo de 2005          | Detroit       | Estados Unidos | Fox Theatre                  |

### Segundo Tour Europeo de 2005
| Fecha                        | Ciudad        | País         | Recinto                                 |
| ---------------------------- | ------------- | ------------ | --------------------------------------- |
| Segundo Tour Europeo de 2005 |               |              |                                         |
| 26 de junio de 2005          | Nimega        | Países Bajos | Rock im Park                            |
| 29 de junio de 2005          | Londres       | Reino Unido  | Hyde Park                               |
| 30 de junio de 2005          | Werchter      | Bélgica      | Rock Werchter                           |
| 7 de julio de 2005           | Hastings      | Reino Unido  | Alexandra Palace                        |
| 1 de agosto de 2005          | Saint Austell | Reino Unido  | Eden Project                            |
| 3 de agosto de 2005          | Múnich        | Alemania     | Olympiastadion / Teloneros de U2        |
| 5 de agosto de 2005          | Niza          | Francia      | Stade Charles-Ehrmann / Teloneros de U2 |
| 7 de agosto de 2005          | Barcelona     | España       | Camp Nou / Teloneros de U2              |

### Segundo Tour Norteamericano de 2005
| Fecha                               | Ciudad     | País           | Recinto                               |
| ----------------------------------- | ---------- | -------------- | ------------------------------------- |
| Segundo Tour Norteamericano de 2005 |            |                |                                       |
| 3 de octubre de 2005                | Boston     | Estados Unidos | Fleet Center/Teloneros de U2          |
| 4 de octubre de 2005                | Boston     | Estados Unidos | Fleet Center/Teloneros de U2          |
| 7 de octubre de 2005                | Nueva York | Estados Unidos | Madison Square Garden/Teloneros de U2 |
| 8 de octubre de 2005                | Nueva York | Estados Unidos | Madison Square Garden/Teloneros de U2 |
| 10 de octubre de 2005               | Nueva York | Estados Unidos | Madison Square Garden/Teloneros de U2 |
| 14 de octubre de 2005               | Nueva York | Estados Unidos | Madison Square Garden/Teloneros de U2 |